# BAC・Mono
Mono（モノ）は、イギリスのブリッグス・オートモーティヴ・カンパニー (BAC) が開発した1人乗りのライトウェイトスポーツである。

## BAC社について
ポルシェやメルセデス・ベンツで車両設計に携わったイアン・ブリッグスと、ベントレーやフォード・モーターでエンジニアリング・マネージャーとして働いたニール・ブリッグスの兄弟は、究極の運動性を持ち運転を楽しむだけに存在する夢の車を作る構想を抱いていた。
そして2009年、ブリッグス・オートモーティヴ・カンパニー（英: Briggs Automotive Company, BAC）が設立された。イアンはデザインディレクターとしてシステムおよび車両全体の設計や車両のデザインを担当し、ニールはコンポーネント、システムおよび車両設計、開発およびエンジニアリング・ディレクターを担当している。ル・マン24時間レースへの出場経験があるレーシングドライバーのオリバー・ウェッブがテスト開発ドライバーとして参加し、レーシングシミュレーター「Project CARS」にフィードバックを提供している。

## 車両概要
軽量車体にハイパワーエンジンをミッドシップで搭載するという、フォーミュラ3並みの性能が特徴。乗車定員はドライバー1名のみであり、6点レーシングハーネスによって固定される。ウィンドスクリーンさえ持たず、取り外し可能なステアリング・ホイールには各種ボタンと液晶メーターが付く。シートやハンドル形状はオーナーに合わせたカスタマイズが可能となっている。
スポーツ走行に特化したマシンであるため快適装備は一切持たないが、フロントノーズのハッチ内部に小さな小物入れが存在する。
日本での販売はACマインズ（ウィザムカーズでの取扱は終了）が取り扱い、車両価格は約2000万円。フルオプションでは3000万円近くに達する。

## メカニズム
チューブラー・フレームにカーボン製のボディを被せ、ジオメトリを自由に調整可能なプッシュロッド・サスペンションを持ち、ブレーキはAPレーシングのフォーミュラマシン用を装着している。
フォード・Duratec直列4気筒・自然吸気エンジンにコスワース・チューンが施され、最高出力280ps（2016年型は305ps）を発生する。車体重量は540kgと、発売開始時のフォーミュラ3の最低重量よりも10kg軽い、超軽量な車体となる。ヒューランド製フォーミュラ3仕様6速シーケンシャルトランスミッションと組み合わせられる。なお、アンダーパネルの材質は木(合板)である。

## パフォーマンス
パワーウェイトレシオは1トンあたり483psに達し、ブガッティ・ヴェイロンにも迫る。
0-100km/h加速2.9秒、最高速度280km/hを誇り、TopGearテストトラックでのタイムアタックでは他のスーパーカー勢を抑えて2位に入った。